# ORP Piorun (G65)
Pour les articles homonymes, voir ORP Piorun (homonymie).
L'ORP Piorun (foudre en polonais) est un destroyer, britannique à l'origine, de classe N qui servit dans la marine polonaise entre 1940 et 1946.

## Historique
Construit à Clydebank par le chantier naval John Brown & Company, il est lancé le 7 mai 1940 sous le nom de HMS Nerissa, puis alloué à la marine polonaise le 10 octobre 1940 ; le pavillon polonais est hissé le 5 novembre 1940.
La nuit du 26 mai 1941, lors de la poursuite du cuirassé Bismarck, le Piorun, commandé alors par le komandor porucznik Eugeniusz Pławski, trouve et engage le cuirassé allemand,. En juin 1944, il participe au débarquement de Normandie. Le 9 juin 1944 il participe à la bataille d'Ouessant avec d'autres destroyers britanniques, canadiens et l'ORP Blyskawica contre une flottille de destroyers allemands. Le 14 août 1944, il torpille et envoie par le fond le sperrbrecher allemand Sauerland.
Sous pavillon polonais, le Piorun aura escorté 81 convois, coulé 4 navires et abattu un avion.
Après la guerre, pendant l'Opération Deadlight, il coule six U-boote.
Restitué à la Royal Navy le 26 octobre 1946, il est rebaptisé HMS Noble, puis, est déclassé et démoli en 1955.